# Christel Lechner

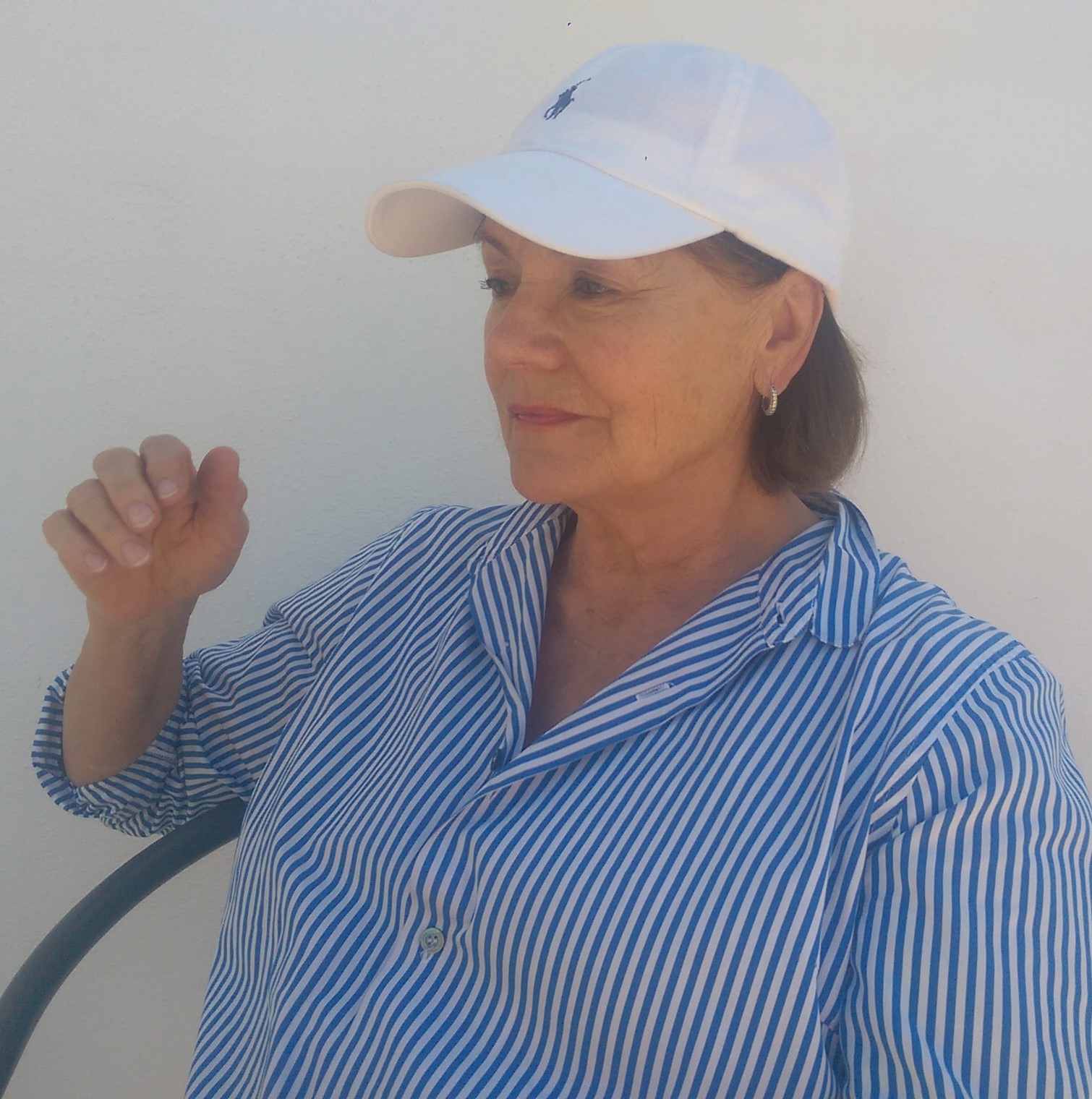
Christel Lechner, La Palma 2019

Christel Lechner (* 10. November 1947 in Iserlohn) ist eine deutsche Töpfermeisterin, Bildhauerin und Installationskünstlerin. Sie lebt und arbeitet in Witten an der Ruhr, Stadtteil Durchholz, Nordrhein-Westfalen.

## Leben und Werk
Christel Lechner machte in den Jahren 1969 bis 1971 sowie 1978 bis 1981 Ausbildungen zur Keramikerin in Landshut und 1982 die Meisterprüfung an der Werkkunstschule Münster. Sie begründete mit ihrem damaligen Mann, dem Künstler und Keramik-Installateur Peter Lechner 1971 in Witten-Durchholz den Lechnerhof und hat zwei Töchter.
Seit 1986 arbeitet sie mit Kunst-Keramik. Seit 1988 arbeitet sie mit dem Werkstoff Beton und wurde zunächst mit riesigen weißen Hühnern aus Beton überregional bekannt. Seit 1996 zeigt sie fast ausschließlich überlebensgroße Alltagsmenschen, ebenfalls Beton-Konstruktionen, die regelmäßig öffentlich ausgestellt sowie hierzu auch verliehen werden.
2001 übernahm Christel Lechner selbstständig die Werkstatt Lechnerhof, in der sie seit 2004 von ihrer Tochter Laura Lechner unterstützt wird. Seit 2017 leitet Laura Lechner das Atelier auf dem Lechnerhof. Heute ist Christel Lechner in Gemeinschaft mit ihrer Tochter Laura vor allem für ihre großen Beton-Skulpturen bekannt, Menschen und Menschengruppen, die auf Ausstellungen und Inszenierungen nicht nur in vielen deutschen Städten, sondern auch in Österreich, Belgien, den Niederlanden, Griechenland und Italien zu sehen sind oder waren.

## Ausstellungen im öffentlichen Raum

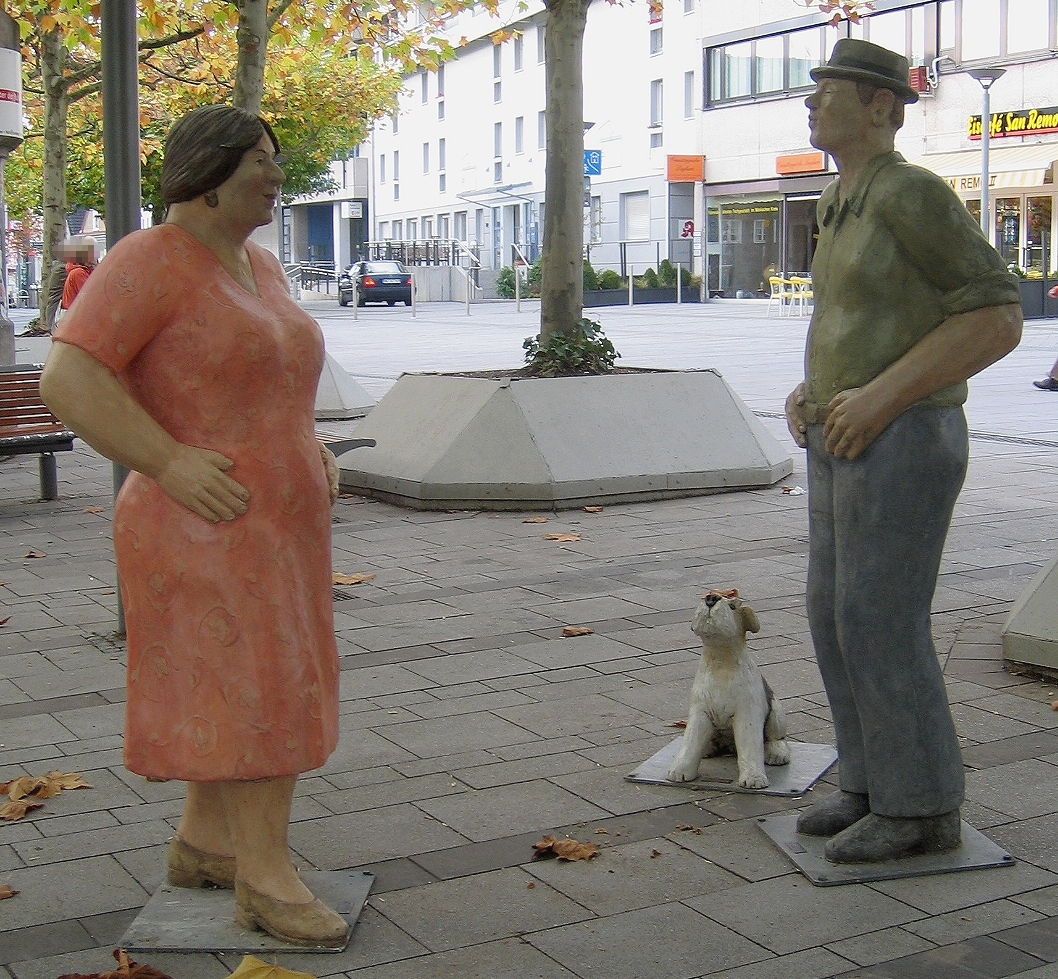
Tanzendes Paar mit Hund, Iserlohn

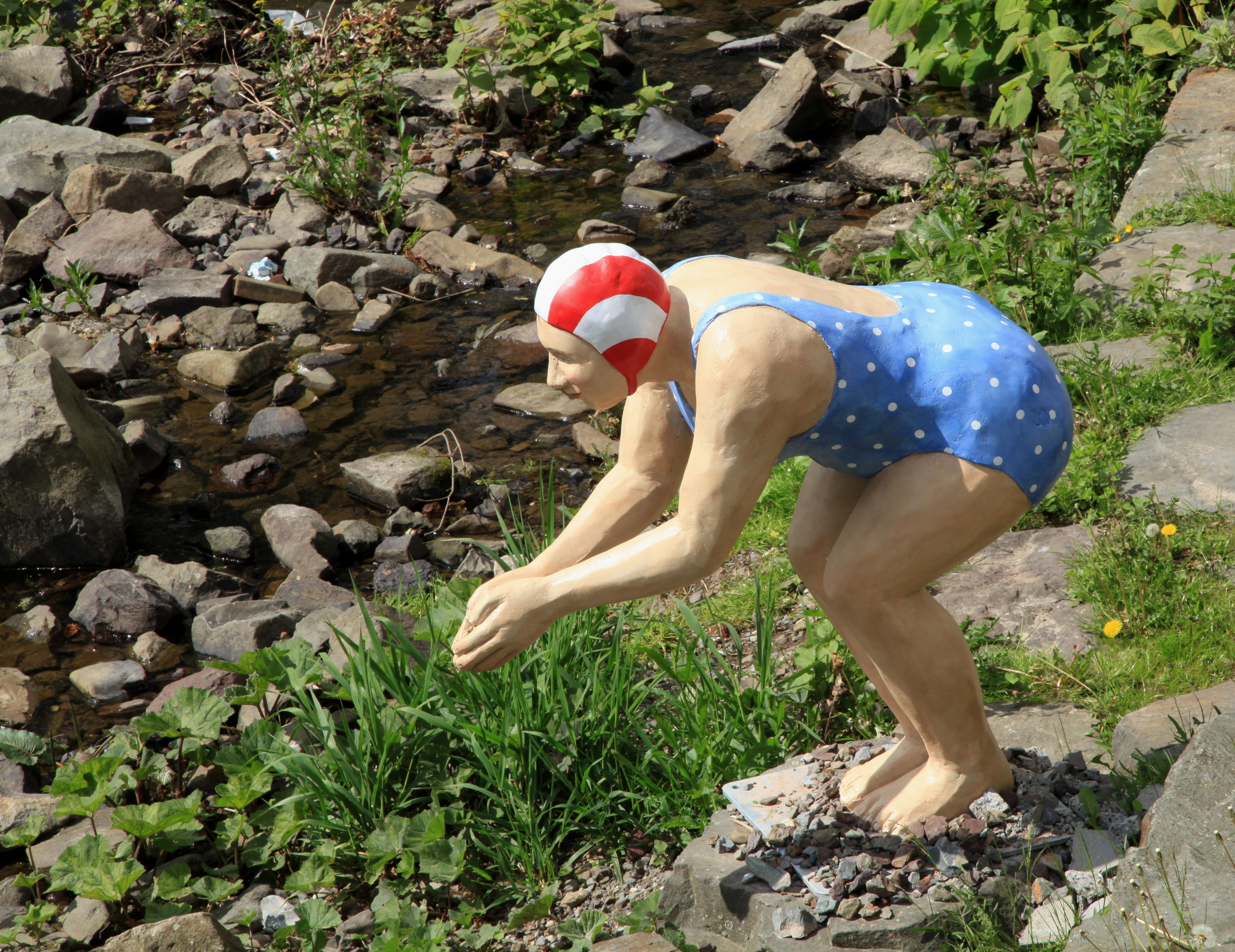
Alltagsmenschen, Gevelsberg 2011

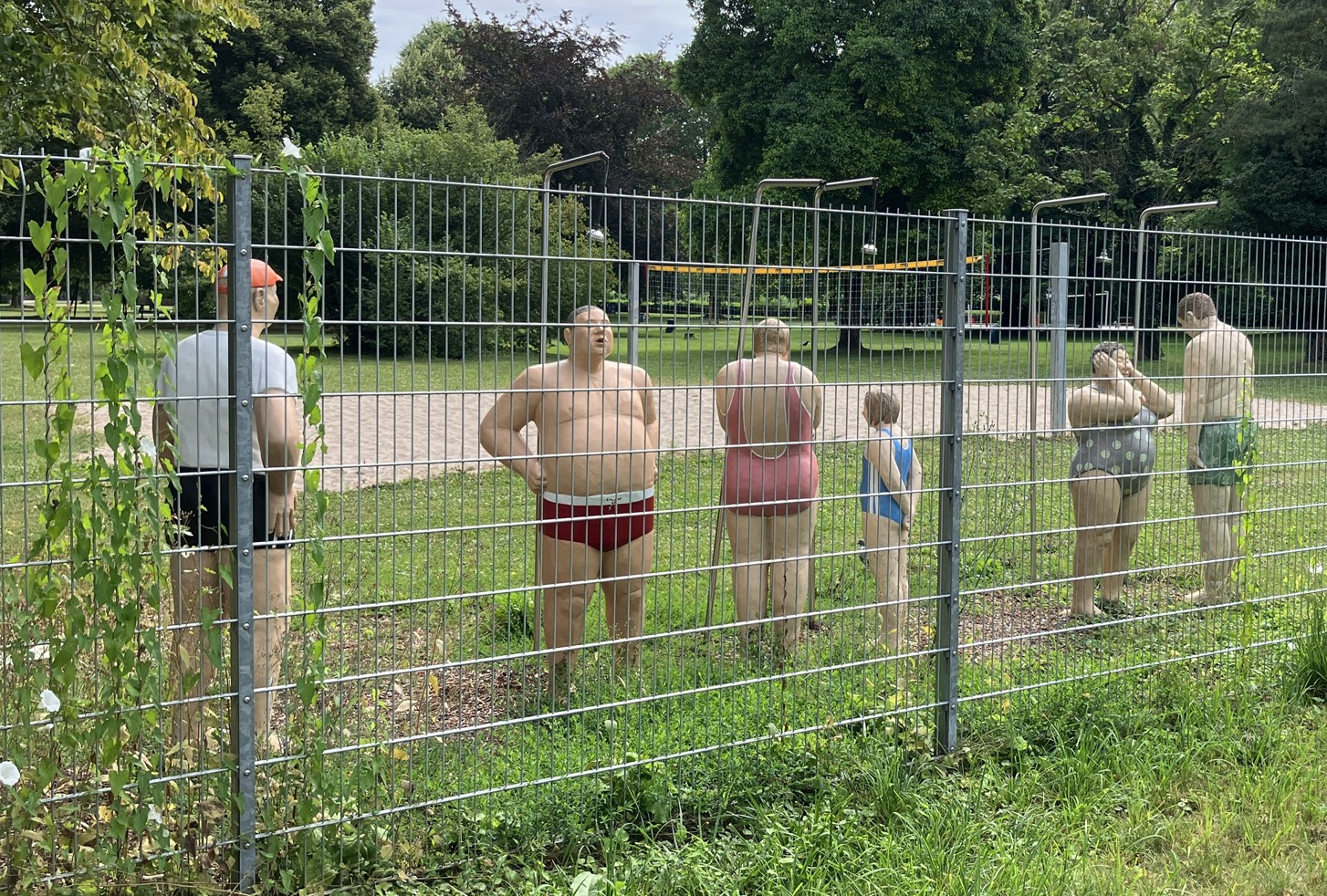
„Duschende“ von Christel Lechner im Freibad „Neckarhalde“ in Heilbronn

Figurengruppen von Christel Lechner befinden sich seit 2000 in Langenhagen, in Kaiserslautern, in Berlin (Märkisches Viertel) und vor allem in ihrer Heimatstadt Witten. In Schmallenberg stehen Engelsfiguren. In Bad Westernkotten (Kreis Soest) wurden seit 2007 Figuren aus der Reihe Alltagsmenschen angeschafft und an verschiedenen Stellen des Ortes aufgestellt. Mit 60 Figuren befand sich die Ausstellung Alltagsmenschen im Frühjahr 2008 in Heerlen. 2009 war eine Figurengruppe von über 50 Figuren im Altstadtbereich von Telgte sowie in Aalen zu sehen. Zum vierten Mal wurden in Wiedenbrück 2009 rund 70 Figuren der Alltagsmenschen für sechs Monate aufgestellt.
Zur Fußball-Weltmeisterschaft 2006 entstand in Kaiserslautern die Figurengruppe „Fußball ohne Grenzen“ am Philipp-Mees-Platz, welche jeweils eine Figur der Mannschaften zeigt, die im Fritz-Walter-Stadion spielten.
2010 stellte Lechner in der Bochumer Innenstadt aus. Neu seit 2010 sind auch einige große Figuren im Gebäude der Berliner Treuhandanstalt am Hauptbahnhof. Seit 2011 bereichern die Figuren in Emsdetten das Stadtbild und seit 2011 in Gevelsberg. 2015 sind anlässlich des 1000-jährigen Jubiläums der Grundsteinlegung des Straßburger Münsters insgesamt 50 Figuren über die Altstadt von Straßburg verteilt. Im August 2016 standen in Rees die „Alltagsmenschen“ von Christel Lechner. Die Kunstschaffende zeigte ihr Alltagsmenschen zum ersten Mal am unteren Niederrhein.

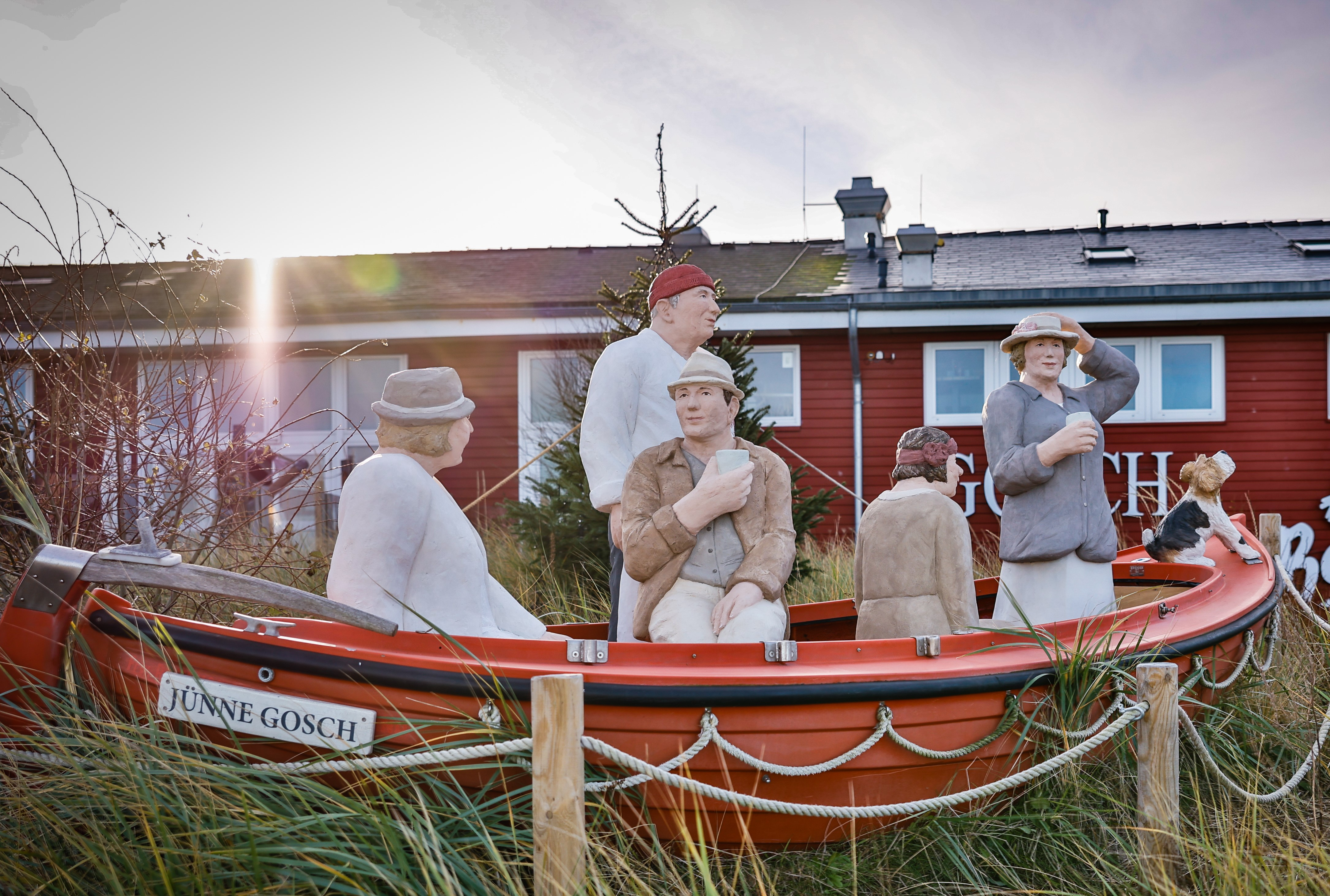
Bootsgruppe, Alltagsmenschen von Christel und Laura Lechner, List auf Sylt 2021

Auf der Bundesgartenschau 2019 in Heilbronn wurde im Rahmen von Kunst auf der BUGA die Alltagsmenschengruppe „Duschende“  aufgestellt. Die Figuren verblieben nach der Gartenschau zunächst an ihrem Standort an der denkmalgeschützten Brückenschleuse am Wilhelmskanal. Wegen wiederholtem Vandalismus wurden die Figuren schließlich ans Südende des Freibades 'Neckarhalde' umgesiedelt.
Von März bis November 2019 stellte Lechner neue Inszenierungen der Alltagsmenschen im Schlosspark Lichtenwalde bei Chemnitz und im öffentlichen Raum in Frankenberg (Sächsische Landesgartenschau Frankenberg) auf dem Dammplatz und auf dem Chemnitzer Rosenhof im Rahmen der Bewerbung zur Europäischen Kulturhauptstadt 2025, aus. Insgesamt handelte es sich um über 70 Figuren.
Im Sommer 2019 befanden sich einige Skulpturen in Wenningstedt-Braderup auf Sylt und werden seitdem dauerhaft dort ausgestellt. Seit dem Frühjahr 2020 wird die dortige Ausstellung um zeitlich begrenzte, neue Installationen ergänzt. Bei der Tischszene im Jahr 2020, bei der eigentlich 10 Figuren an einer 6 Meter langen Tafel sitzen, greifen die Künstlerinnen Christel und Laura Lechner das Thema COVID-19-Pandemie auf, indem sie die Alltagsmenschen mit gebotenem Sicherheitsabstand an drei kleinere Tische gesetzt haben.
Im Jahr 2021 waren Installationen der beiden Künstlerinnen auf der Skulpturenausstellung in Eschborn, der Biennale in Montreaux oder der Bad Ragartz 2021, eine der größten Freiluft-Skulpturenausstellung Europas, zu sehen.
In Wiedenbrück werden auf Initiative einer Stiftung seit 2006 jedes Jahr von Frühjahr bis Herbst circa 90 Alltagsmenschen aufgestellt. In ihrer Heimatstadt Witten sind einige ihrer frühen Werke zu sehen.

## Rezeption
In der Presse wurde 2018 hinterfragt, warum keine Entwicklung zu sehen sei.
An anderer Stelle wurde ihr Schaffen wie folgt zusammengefasst: „Ihre Figuren spiegeln Menschen und Situationen im Alltag wider und so mancher Betrachter entdeckt vielleicht eine gewisse Ähnlichkeit zum realen Leben in ihnen.“
2021 unterstrich das Magazin Artmapp anlässlich der Kunstausstellung in Eschborn die künstlerische Perspektive: „Sie [Anm. der Redaktion: Die Alltagsmenschen] sind für ein Publikum konzipiert, wirken ohne Worte, sprechen aber unmittelbar an. Dabei geht es weniger um einen intellektuellen, sondern vielmehr um einen emotionalen Zugang [...] Aus der Nähe betrachtet entwickeln die lebensgroßen Betonskulpturen ihre ganz eigene Wirkung und Dynamik des Alltäglichen. Berührende Momentaufnahmen, mit denen Christel und Laura Lechner ganz bewusst Positionen der Alltagskultur besetzen. Das hebt sie über das Niveau des Alltäglichen.“